# Lista de episódios de Monk
Esta é uma lista completa de episódios da série de televisão estado-unidense, Monk. Ela estreou na USA Network em 12 de julho de 2002. A série tem um total de 125 episódios.

## Resumo da série
| Temporada | Temporada | Episódios | Data em que foram ao ar                                                                      | Data de lançamento do DVD (Brasil) |
| --------- | --------- | --------- | -------------------------------------------------------------------------------------------- | ---------------------------------- |
|           | 1         | 13        | 12 de julho de 2002 - 18 de outubro de 2002 - 10 de fevereiro de 2006 - 19 de maio de 2006   | 15 de junho de 2004                |
|           | 2         | 16        | 20 de junho de 2003 - 5 de março de 2004 - 26 de janeiro de 2007 - 27 de abril de 2007       | 11 de janeiro de 2005              |
|           | 3         | 16        | 18 de junho de 2004 – 4 de março de 2005 - 5 de abril de 2008 - 19 de julho de 2008          | 5 de julho de 2005                 |
|           | 4         | 16        | 8 de julho de 2005 – 17 de março de 2006 - 10 de abril de 2009 - - 14 de agosto de 2009      | 27 de junho de 2006                |
|           | 5         | 16        | 7 de julho de 2006 – 2 de março de 2007 - 26 de março de 2010 - 16 de julho de 2010          | 26 de junho de 2007                |
|           | 6         | 16        | 13 de julho de 2007 – 22 de fevereiro de 2008 - 10 de dezembro de 2010 - 25 de março de 2011 | 8 de julho de 2008                 |
|           | 7         | 16        | 18 de julho de 2008 – 20 de fevereiro de 2009 - 29 de julho de 2011 - 23 de dezembro de 2011 | 21 de julho de 2009                |
|           | 8         | 16        | 7 de agosto de 2009 - 4 de dezembro de 2009 - 5 de abril de 2013 - 5 de julho de 2013        | 16 de março de 2010                |

## Temporadas

### 1ª Temporada: 2002
| N˚ na temporada | N˚ do episódio | Título                                | Exibição original    |
| --- | -------------- | ------------------------------------- | -------------------- |
| 1 e 2 | 1 e 2          | "Sr. Monk e o Candidato (Piloto)"     | 12 de julho, 2002    |
| Três anos após perder seu emprego no departamento de polícia de São Francisco devido a sua disfunção obsessiva e compulsiva, Adrian Monk está trabalhando como consultor particular investigando o assassinato de uma jovem mulher chamada Nicole Vasquez. A polícia está na cola de um dos suspeitos, mas ele dá um jeito de escapar por causa do medo de altura de Monk. Sharona consegue que Monk continue sua investigação, apesar das objeções do Capitão Stottlemeyer. Obs.: Originalmente, este episódio foi dividido em duas partes, por isso conta como os episódios 1 e 2 |                |                                       |                      |
| 3 | 3              | "Sr. Monk e a Médium"                 | 19 de julho, 2002    |
| Uma mulher dirigindo em pânico sai da estrada a seu marido, o ex-comissário de polícia Harry Ashcombe. Na manhã seguinte, uma vidente presa 3 vezes acorda em seu carro em um lugar muito próximo ao acidente. Atores convidados: Linda Kash, John Bourgeois, Kate Trotter, Jenny Levine e Max Morrow. |                |                                       |                      |
| 4 | 4              | "Sr. Monk Encontra Dale, "o Baleia""  | 26 de julho, 2002    |
| Uma ligação de emergência, feita por um juiz, identifica o homem que está prestes a matá-lo como um rico e gordo investidor chamado Dale Biederbeck. Ator convidado: Adam Arkin. |                |                                       |                      |
| 5 | 5              | "Sr. Monk Vai ao Parque de Diversões" | 2 de agosto, 2002    |
| O policial Adam Kirk sai de uma roda-gigante e logo depois encontra o jovem rapaz que estava ao seu lado morto com uma faca no peito. Stottlemeyer não tem outra escolha senão prender seu amigo e aconselhá-lo a ficar em silêncio. |                |                                       |                      |
| 6 | 6              | "Sr. Monk Vai Para o Sanatório"       | 9 de agosto, 2002    |
| Depois de tentar preparar o prato favorito de sua falecida esposa, para celebrar o aniversário do dia em que se conheceram, Monk é preso por invasão a domicílio e levado para o Instituto Psiquiátrico Medford. |                |                                       |                      |
| 7 | 7              | "Sr. Monk e o Bilionário Assaltante"  | 16 de agosto, 2002   |
| Sidney Teal, bilionário magnata do software, é baleado e morto pelo ex-policial Archie Modine. Archie alega que reagiu a um assalto, já o outro policial que o acompanhava fugiu misteriosamente da cena do crime. Stottlemeyer chama Monk para investigar. |                |                                       |                      |
| 8 | 8              | "Sr. Monk e a Outra Mulher"           | 23 de agosto, 2002   |
| Um advogado e sua assistente são assassinados. Todas as suspeitas recaem sobre um cliente insatisfeito. O arquivo deste cliente foi encontrado queimado dentro de uma lata de lixo. |                |                                       |                      |
| 9 | 9              | "Sr. Monk e o Maratonista"            | 13 de setembro, 2002 |
| Uma mulher é assassinada, durante a maratona de São Francisco e Monk suspeita de seu amante casado, Trevor Mc Dowell, mesmo sabendo que ele estava participando da competição. |                |                                       |                      |
| 10 | 10             | "Sr. Monk Sai de Férias"              | 20 de setembro, 2002 |
| As férias de Monk em um resort com Sharona e Benjy vira trabalho depois que o menino vê um assassinato. Porém não há um corpo e a cena do crime é a mais limpa da história. |                |                                       |                      |
| 11 | 11             | "Sr. Monk e o Terremoto"              | 4 de outubro, 2002   |
| Um rico homem de negócios morre em um terremoto, mas Monk está certo de que ele foi assassinado pela sua esposa. O trauma do terremoto faz com que Monk não fale com clareza temporariamente. |                |                                       |                      |
| 12 | 12             | "Sr. Monk e Willie Nelson"            | 11 de outubro, 2002  |
| O cantor country Willie Nelson se torna o principal suspeito do assassinato do seu empresário, porém a única testemunha é uma mulher cega, que afirma ter ouvido uma briga e poder identificar o assassino pela voz. |                |                                       |                      |
| 13 | 13             | "Sr. Monk e o Avião"                  | 18 de outubro, 2002  |
| Sharona vai viajar e a escolha de Monk entre ficar sozinho ou atravessar o país de avião até Nova Jersey é dificílima, mas ele vence seus medos e embarca. Ator convidado: Tim Daly. |                |                                       |                      |

### 2ª Temporada: 2003 - 2004
| N˚ na temporada | N˚ do episódio | Título                                   | Exibição original     |
| --- | -------------- | ---------------------------------------- | --------------------- |
| 1 | 14             | "Sr. Monk Volta à Escola"                | 20 de junho, 2003     |
| Uma professora de inglês cai da torre do relógio na escola em que Trudy trabalhava. A assistente de direção duvida da conclusão do departamento de polícia, que acredita ter sido um suicídio, e chama Monk para investigar.                                                                      |                |                                          |                       |
| 2 | 15             | "Sr. Monk Vai ao México"                 | 27 de junho, 2003     |
| O jovem filho do amigo de um prefeito mexicano morre misteriosamente e Monk é chamado para investigar. Duvidando do relato do legista, Monk encontra muitas dificuldades para se concentrar no caso.                                                                                              |                |                                          |                       |
| 3 | 16             | "Sr. Monk Vai ao Jogo"                   | 11 de julho, 2003     |
| O presidente de uma grande corporação e sua jovem esposa são assassinados à noite em um estacionamento deserto. Stottlemeyer suspeita de muitos inimigos do executivo, mas Monk nota que a mulher levou 4 tiros e o homem apenas um, significando que ela era o alvo primário.                    |                |                                          |                       |
| 4 | 17             | "Sr. Monk Vai ao Circo"                  | 18 de julho, 2003     |
| Um apresentador de circo é assassinado por um acrobata vestindo roupa e máscara ninja. Stottlemeyer suspeita do treinador de animais que além de ter um motivo, possuía a arma do crime. |                |                                          |                       |
| 5 | 18             | "Sr. Monk e o Homem Mais Velho do Mundo" | 25 de julho, 2003     |
| Tentando estabilizar seu casamento, Stottlemeyer redecora o escritório com objetos comprados por sua esposa. Mas ele não pôde assistir ao documentário que a esposa gastou 45 mil dólares para fazer. Karen acha que o sujeito do seu documentário, o homem mais velho do mundo, foi assassinado. |                |                                          |                       |
| 6 | 19             | "Sr. Monk Vai ao Teatro"                 | 1º de agosto, 2003    |
| Gail é suspeita de assassinar Hal Duncan, um ator que morreu no palco durante um ensaio. A mãe de Sharona chega para uma visita e conta o que aconteceu. Monk e a filha prometem fazer tudo o que for possível para descobrir o que realmente ocorreu.                                            |                |                                          |                       |
| 7 | 20             | "Sr. Monk e o Suspeito em Coma"          | 8 de agosto, 2003     |
| Monk suspeita que o homem responsável por um assassinato da rica e bonita Amanda Babbage, com uma carta-bomba, seja Brian, um homem que já esta em coma há três meses. |                |                                          |                       |
| 8 | 21             | "Sr. Monk e o Playboy"                   | 15 de agosto, 2003    |
| A secretária de Elliott D’Souza contrata Monk, acreditando que seu chefe tenha sido assassinado pelo playboy Dexter Larsen, depois de retirar seu apoio financeiro da revista Sapphire. |                |                                          |                       |
| 9 | 22             | "Sr. Monk e a 12ª Vítima"                | 22 de agosto, 2003    |
| Após nove assassinatos brutais e nenhuma similaridade aparente entre as vítimas, Stottlemeyer chama Monk para ajudá-lo na investigação. As suspeitas recaem sobre Henry Smalls, um empresário do ramo de seguros, pois em fotos de três vítimas aparecem calendários da sua seguradora.           |                |                                          |                       |
| 10 | 23             | "Sr. Monk e o Jornaleiro"                | 16 de janeiro, 2004   |
| Nestor Alverez, o entregador de jornal de Monk, é assassinado na entrada de seu prédio por um ladrão de jornais. Monk procura por pistas e considera que o assassino estava realmente atrás do jornal.                                                                                            |                |                                          |                       |
| 11 | 24             | "Sr. Monk e as Três Tortas"              | 23 de janeiro, 2004   |
| O irmão de Monk liga para ele para contar um caso de vida ou morte. Monk atende a ligação e concorda em encontrá-lo depois de sete anos sem vê-lo, desde quando Ambrose se recusou a ir ao funeral de Trudy. Na verdade, Ambrose sofre de agorafobia, e não sai da casa há 32 anos.               |                |                                          |                       |
| 12 | 25             | "Sr. Monk e o Astro de TV"               | 30 de janeiro, 2004   |
| Depois de visitar o set da série de TV “Crime Lab S.F.”, durante a celebração do seu centésimo episódio, Monk suspeita que o astro do programa, Brad Terry, tenha matado sua ex-esposa para não ter que dividir seus gordos salários com ela.                                                     |                |                                          |                       |
| 13 | 26             | "Sr. Monk e a Vovó Desaparecida"         | 6 de fevereiro, 2004  |
| Uma estudante de direito faz um acordo com Monk: ela o ajudará a voltar à polícia se ele a ajudar a encontrar sua avó desaparecida. A única pista para identificar os seqüestradores é um desenho em um bilhete. Stottlemeyer e Disher suspeitam do ex-líder de um grupo anti-Guerra do Vietnã.   |                |                                          |                       |
| 14 | 27             | "Sr. Monk e a Esposa do Capitão"         | 13 de fevereiro, 2004 |
| A caminho de filmar um documentário, a esposa de Stottlemeyer bate em um caminhão-reboque e é levada em estado grave ao hospital. O reboque perdeu o controle e atingiu o carro de Karen porque o motorista foi morto por um franco-atirador.                                                     |                |                                          |                       |
| 15 | 28             | "Sr. Monk se Casa"                       | 27 de fevereiro, 2004 |
| A mãe de Disher, de 58 anos, se casou com Dalton Padron, um vendedor de antiguidades, de 37. Disher tem certeza de que suas intenções não são boas. O casal foi passar a lua-de-mel em uma clínica especializada em terapia de casais                                                             |                |                                          |                       |
| 16 | 29             | "Sr. Monk Vai Para a Prisão"             | 5 de março, 2004      |
| Quem mataria uma pessoa condenada à morte 45 minutos antes da sua execução? Monk se apressava para deixar a cadeia, mas recebe uma ligação de Dale “a Baleia” Biederbeck e muda de planos. |                |                                          |                       |

### 3ª Temporada: 2004 - 2005
- Ted Levine não está presente em um episódio.
- Jason Gray-Stanford não está presente em um episódio.

| N˚ na temporada | N˚ do episódio | Título                                  | Exibição original     |
| --- | -------------- | --------------------------------------- | --------------------- |
| 1 | 30             | "Sr. Monk Vai a Manhattan"              | 18 de junho, 2004     |
| Monk vai para Nova York investigar o assassinato de sua esposa e acaba se envolvendo na investigação de um atentado a um embaixador estrangeiro.                                                                                          |                |                                         |                       |
| 2 | 31             | "Sr. Monk e o Quarto do Pânico"         | 25 de junho, 2004     |
| Um produtor é encontrado morto e Monk deve decidir se um esquisito suspeito é culpado ou não. |                |                                         |                       |
| 3 | 32             | "Sr. Monk e o Apagão"                   | 9 de julho, 2004      |
| São Francisco sofre freqüentes e inexplicáveis blecautes. Monk assume a responsabilidade das investigações para não deixar que sua cidade fique às escuras                                                                                |                |                                         |                       |
| 4 | 33             | "Sr. Monk é Demitido"                   | 16 de julho, 2004     |
| Monk deve encontrar pistas de um terrível assassinato e tenta voltar a trabalhar na polícia. |                |                                         |                       |
| 5 | 34             | "Sr. Monk e o Chefão da Máfia"          | 23 de julho, 2004     |
| Monk investiga um assassinato que parece ter sido cometido por uma gangue de mafiosos. Ele só não esperava pelas conseqüências da investigação                                                                                            |                |                                         |                       |
| 6 | 35             | "Sr. Monk e a Desmemoriada"             | 30 de julho, 2004     |
| Sharona pensa que está louca e Monk precisa contratar uma enfermeira substituta. |                |                                         |                       |
| 7 | 36             | "Sr. Monk e a Funcionária do Mês"       | 2 de agosto, 2004     |
| Para solucionar o assassinato de um funcionário, Monk pede emprego em uma loja. |                |                                         |                       |
| 8 | 37             | "Sr. Monk e o Programa de Auditório"    | 13 de agosto, 2004    |
| Monk vai a Los Angeles ajudar seu ex-sogro a desvendar um mistério em um game show. Ausentes: Ted Levine como Leland Stottlemeyer, Jason Gray-Stanford como Randy Disher                                                                  |                |                                         |                       |
| 9 | 38             | "Sr. Monk Toma Seu Remédio"             | 20 de agosto, 2004    |
| Monk experimenta um remédio para reduzir os sintomas do transtorno obsessivo-compulsivo, mas a substância acaba afetando sua habilidade de solucionar crimes. Último episódio com Sharona, interpretada por Bitty Schram, no elenco fixo. |                |                                         |                       |
| 10 | 39             | "Sr. Monk e o Peixe Japonês"            | 21 de janeiro, 2005   |
| Ao investigar a invasão de uma casa, Monk conhece sua futura assistente. Episódio de estréia de Natalie Teeger, interpretada por Traylor Howard.                                                                                          |                |                                         |                       |
| 11 | 40             | "Sr. Monk Contra o Cobra"               | 28 de janeiro, 2005   |
| Todas as evidências de um assassinato apontam um astro de kung-fu como culpado, mas Monk deve descobrir o real assassino. |                |                                         |                       |
| 12 | 41             | "Sr. Monk Vai Para a Floresta"          | 4 de fevereiro, 2005  |
| Monk é protegido, após presenciar um assassinato e vai para uma cabana onde testemunha outro crime. |                |                                         |                       |
| 13 | 42             | "Sr. Monk Fica Preso no Engarrafamento" | 11 de fevereiro, 2005 |
| Monk fica preso no engarrafamento e descobre que a causa desse transtorno é um assassinato. |                |                                         |                       |
| 14 | 43             | "Sr. Monk Vai a Las Vegas"              | 18 de fevereiro, 2005 |
| Monk vai a Las Vegas investigar a morte da esposa de um milionário dono de cassino. |                |                                         |                       |
| 15 | 44             | "Sr. Monk e a Eleição"                  | 25 de fevereiro, 2005 |
| Enquanto Natalie tenta salvar a escola de Julie, Monk tenta descobrir quem está tentando matá-la. |                |                                         |                       |
| 16 | 45             | "Sr. Monk e o Garoto"                   | 4 de março, 2005      |
| Monk precisa desvendar um caso em que uma criança encontrou um dedo no parque, mas a polícia não achou nenhum corpo. |                |                                         |                       |

### 4ª Temporada: 2005 - 2006
| N˚ na temporada | N˚ do episódio | Título                              | Exibição original    |
| --- | -------------- | ----------------------------------- | -------------------- |
| 1 | 46             | "Sr. Monk e o Outro Detetive"       | 8 de julho, 2005     |
| Monk é chamado para investigar um caso, mas outro detetive aparece na cena do crime com todas as respostas para o caso.                                    |                |                                     |                      |
| 2 | 47             | "Sr. Monk Volta Pra Casa"           | 15 de julho, 2005    |
| Monk investiga um assassinato que acontece durante o Halloween, enquanto ele e seu irmão esperam o retorno de seu pai para casa.                           |                |                                     |                      |
| 3 | 48             | "Sr. Monk Fica de Cama"             | 22 de julho, 2005    |
| Natalie tenta resolver um caso enquanto Monk está doente.                                                                                                  |                |                                     |                      |
| 4 | 49             | "Sr. Monk Vai Para o Escritório"    | 29 de julho, 2005    |
| Monk tem que se disfarçar para tentar resolver a tentativa de assassinato de um analista financeiro.                                                       |                |                                     |                      |
| 5 | 50             | "Sr. Monk Fica Bêbado"              | 5 de Agosto, 2005    |
| Durante um passeio para uma região de vinícolas, Monk e Natalie tentam descobrir o mistério sobre o assassinato de um homem que aparentemente não existe.  |                |                                     |                      |
| 6 | 51             | "Sr. Monk e Sra. Monk"              | 12 de agosto, 2005   |
| Monk precisa descobrir a verdade quando aparecem evidências de que sua falecida mulher pode estar viva.                                                    |                |                                     |                      |
| 7 | 52             | "Sr. Monk Vai ao Casamento"         | 19 de Agosto, 2005   |
| Monk precisa evitar que um assassino estrague a festa de casamento do irmão de Nathalie.                                                                   |                |                                     |                      |
| 8 | 53             | "Sr. Monk e o Pequeno Monk"         | 26 de Agosto, 2005   |
| Monk revive um amor de infância quando precisa resolver um misterioso assassinato. Ele tenta ganhar o coração de seu antigo amor desvendando o caso.       |                |                                     |                      |
| 9 | 54             | "Sr. Monk e o Amigo Oculto"         | 2 de dezembro, 2005  |
| Um oficial morre depois de beber um vinho envenenado enviado para o Capitão Stottlemeyer como presente de Natal.                                           |                |                                     |                      |
| 10 | 55             | "Sr. Monk Vai ao Desfile de Moda"   | 13 de janeiro, 2006  |
| Monk acredita que um jovem acusado do assassinato de uma modelo é inocente, por isso ele investiga o mundo da moda.                                        |                |                                     |                      |
| 11 | 56             | "Sr. Monk Bate a Cabeça"            | 20 de janeiro, 2006  |
| Monk acorda com amnésia em uma cidade estranha e terá que resolver um misterioso homicídio no local. Ele ainda terá de achar o caminho de volta para casa. |                |                                     |                      |
| 12 | 57             | "Sr. Monk e o Casamento do Capitão" | 27 de janeiro, 2006  |
| Monk ajuda Capitão Stottlemeyer a lidar com problemas conjugais, enquanto tenta solucionar um assassinato.                                                 |                |                                     |                      |
| 13 | 58             | "Sr. Monk e a Grande Recompensa"    | 3 de fevereiro, 2006 |
| Monk corre contra o tempo para encontrar um diamante roubado e receber a recompensa de um milhão de dólares.                                               |                |                                     |                      |
| 14 | 59             | "Sr. Monk e o Astronauta"           | 3 de março, 2006     |
| Monk suspeita que um astronauta cometeu um assassinato apesar de seu álibi. Ele estava no espaço na hora do crime.                                         |                |                                     |                      |
| 15 | 60             | "Sr. Monk Vai ao Dentista"          | 10 de Março, 2006    |
| Monk começa uma investigação, depois que Tenente Disher acredita que viu seu dentista cometer um assassinato.                                              |                |                                     |                      |
| 16 | 61             | "Sr. Monk Vai ao Júri"              | 17 de março, 2006    |
| Monk é chamado para fazer parte do júri no julgamento de um de roubo. O detetive encontra um mistério maior nos arredores do tribunal.                     |                |                                     |                      |

### 5ª Temporada: 2006 - 2007
| N˚ na temporada | N˚ do episódio | Título                                 | Exibição original     |
| --- | -------------- | -------------------------------------- | --------------------- |
| 1 | 62             | "Sr. Monk e o Ator"                    | 7 de julho, 2006      |
| Enquanto trabalha em um duplo homicídio, Monk descobre que um ator com técnicas obsessivas foi contratado para ser Adrian Monk em um filme. |                |                                        |                       |
| 2 | 63             | "Sr. Monk e a Greve dos Lixeiros"      | 14 de julho, 2006     |
| Monk fica cercado de sujeira quando uma greve dos catadores de lixo pára São Francisco e ele também. |                |                                        |                       |
| 3 | 64             | "Sr. Monk e o Grande Jogo"             | 21 de julho, 2006     |
| Julie e suas colegas do time de basquete contratam Monk para investigar a morte da treinadora delas. |                |                                        |                       |
| 4 | 65             | "Sr. Monk Fica Cego"                   | 28 de julho, 2006     |
| Ao visitar o corpo de bombeiros, Monk fica cego depois de ser atacado pelo assassino de um bombeiro. |                |                                        |                       |
| 5 | 66             | "Sr. Monk, Investigador Particular"    | 4 de agosto, 2006     |
| Monk e Natalie decidem que ele deve se tornar um detetive particular quando o trabalho na polícia não dá certo. Mas o primeiro caso de Monk é mais complicado do que parece. |                |                                        |                       |
| 6 | 67             | "Sr. Monk e a Reunião de Turma"        | 11 de agosto, 2006    |
| Na reunião de 25 anos de sua formatura da faculdade, Monk reencontra antigos colegas de classe. Durante o evento, Stottlemeyer aparece e revela que o assassino de uma das enfermeiras da universidade pode ser um dos convidados da festa. Participação especial da atriz Cynthia Stevenson. |                |                                        |                       |
| 7 | 68             | "Sr. Monk Arruma um Novo Psiquiatra"   | 18 de agosto, 2006    |
| A faxineira do psiquiatra de Monk é assassinada e o Dr. Kroger decide se aposentar. O detetive não consegue achar um terapeuta ao qual se adapte. Logo, Monk decide investigar o homicídio para que o Dr. Kroger volte a trabalhar.                                                           |                |                                        |                       |
| 8 | 69             | "Sr. Monk Vai a um Concerto de Rock"   | 25 de agosto, 2006    |
| Monk vai a um show de rock procurar pelo filho do Capitão Stottlemeyer. Enquanto está no local, ocorre uma morte misteriosa e o detetive decide investigá-la. |                |                                        |                       |
| 9 | 70             | "Sr. Monk Encontra seu Pai"            | 17 de novembro, 2006  |
| Após décadas sem vê-lo, Monk reencontra seu pai, um caminhoneiro. Eles seguem juntos em uma viagem cruzando os Estados Unidos. |                |                                        |                       |
| 10 | 71             | "Sr. Monk e o Leproso"                 | 22 de dezembro, 2006  |
| Um milionário que sofre de lepra contrata Monk para resolver um mistério. |                |                                        |                       |
| 11 | 72             | "Sr. Monk Faz um Amigo"                | 19 de janeiro, 2007   |
| Monk faz amizade com Hal, um homem comum. O detetive está contente por ter um amigo de verdade, mas Natalie desconfia que Hal está planejando algo ruim. Participação especial de Andy Richter.                                                                                               |                |                                        |                       |
| 12 | 73             | "Sr. Monk, ao Seu Dispor"              | 26 de janeiro, 2007   |
| Um casal rico é morto e Monk se disfarça de mordomo para investigar o caso. O detetive descobre que suas manias são úteis no trabalho doméstico. |                |                                        |                       |
| 13 | 74             | "Sr. Monk Está no Ar"                  | 2 de fevereiro, 2007  |
| Um apresentador de rádio é suspeito de assassinato. Porém, Monk esbarra em seu álibi: o radialista estava no ar quando o crime ocorreu. |                |                                        |                       |
| 14 | 75             | "Sr. Monk Visita uma Fazenda"          | 9 de fevereiro, 2007  |
| Disher herda uma fazenda de um tio que faleceu e decide se aposentar da polícia. Entretanto, ele passa a suspeitar sobre a causa da morte de seu tio e pede ajuda para Monk. Participação especial de Brooke Adams.                                                                           |                |                                        |                       |
| 15 | 76             | "Sr. Monk e o Cara Muito, Muito Morto" | 23 de fevereiro, 2007 |
| Monk está procurando um misterioso serial killer. Porém, um agente federal que prefere utilizar a tecnologia ao invés da dedução atrapalha o obsessivo detetive. |                |                                        |                       |
| 16 | 77             | "Sr. Monk Vai ao Hospital"             | 2 de março, 2007      |
| Monk machuca-se e precisa ir ao hospital, onde acaba se envolvendo na investigação de um homicídio. Participação especial de Charles Durning. |                |                                        |                       |

### 6ª Temporada: 2007 - 2008
| N˚ na temporada | N˚ do episódio | Título                                        | Exibição original     |
| --- | -------------- | --------------------------------------------- | --------------------- |
| 1 | 78             | "Sr. Monk e sua Maior Fã"                     | 13 de julho, 2007     |
| Monk é contratado por sua maior fã, Marci Maven para desvendar um caso de assassinato. Tudo começa quando o vizinho de Marci, John Rigel ao retornar para casa encontra sua esposa morta, aparentemente atacada por um animal, então Monk terá a ajuda de Marci Maven para resolver esse caso. |                |                                               |                       |
| 2 | 79             | "Sr. Monk e o Rapper"                         | 20 de julho, 2007     |
| Um Rapper chamado Assassinus é acusado de um crime de assassinato e contrata Monk para provar que é inocente e não teve nenhuma participaçaõ no crime. Participação de especial de Snoopy Dogg.                                                                                                |                |                                               |                       |
| 3 | 80             | "Sr. Monk e o Homem Nu"                       | 27 de julho, 2007     |
| Monk é chamado para investigar um assassinato, mas esse assassinato ocorre num lugar onde ele nunca imaginou estar numa Praia de nudismo, o principal suspeito é um homem nu que mora próximo da praia.                                                                                        |                |                                               |                       |
| 4 | 81             | "Sr. Monk e a Péssima Namorada"               | 3 de agosto, 2007     |
| Monk tem a sua amizade com o Capitão Stottlemeyer colocada em teste, quando Monk acha que a namorada do Capitão Stottlemeyer está por de trás de um crime. |                |                                               |                       |
| 5 | 82             | "Sr. Monk e os Namorados"                     | 10 de agosto, 2007    |
| Julie recebe ajuda de Monk em sua vida amorosa, enquanto ele investiga um homicídio. |                |                                               |                       |
| 6 | 83             | "Sr. Monk e o Tesouro Enterrado"              | 17 de agosto, 2007    |
| Monk segue um mapa do tesouro trazido por Troy, filho do Dr. Kroger, mas acaba desenterrando um problema. |                |                                               |                       |
| 7 | 84             | "Sr. Monk e o Destemido"                      | 24 de agosto, 2007    |
| Monk não consegue lidar com novas informações que descobre sobre seu rival, Harold Krenshaw. |                |                                               |                       |
| 8 | 85             | "Sr. Monk e o Homem Errado"                   | 7 de setembro, 2007   |
| Um homem, que foi mandado para a prisão por Monk anos atrás, é inocentado após a descoberta de uma nova evidência. O detetive se sente culpado e, para se redimir, tenta ajudá-lo a se ajustar à vida fora das grades.                                                                         |                |                                               |                       |
| 9 | 86             | "Sr. Monk Fica Acordado a Noite Toda"         | 14 de setembro, 2007  |
| Monk não consegue dormir e sai para dar uma volta, mas acaba dando de cara com um assassinato. |                |                                               |                       |
| 10 | 87             | "Sr. Monk e o Homem que Atirou em Papai Noel" | 7 de dezembro, 2007   |
| Monk está incomodado com a chegada do Natal, pois é a data que marca os dez anos da morte de Trudy, sua esposa. Em meio a uma confusão, Monk tem um ataque de raiva e persegue um Papai Noel. Agora, ele é acusado de atirar no “bom velhinho”, e se torna o homem mais odiado da cidade.      |                |                                               |                       |
| 11 | 88             | "Sr. Monk Entra Para uma Seita"               | 11 de janeiro, 2008   |
| Monk ingressa em uma seita para resolver um assassinato, mas o carisma do líder religioso acaba envolvendo o detetive. Participação especial de Howie Mandel. |                |                                               |                       |
| 12 | 89             | "Sr. Monk Vai ao Banco"                       | 18 de janeiro, 2008   |
| Monk descobre que o seu banco foi assaltado, então ele vai ao Banco para ver se suas joias estavam salvas, no assalto uma mulher morreu e Monk decide trabalhar de Segurança do banco para descobrir quem matou a mulher.                                                                      |                |                                               |                       |
| 13 | 90             | "Sr. Monk e as Três Julies"                   | 25 de janeiro, 2008   |
| Monk está a procura de um assassino, quando Natalie ouve pelo rádio da policia que mataram uma moça chamada Julie Teeger e vai investigar, mas descobre que foi outras duas Julie Teeger que morreram e Natalie acha que sua filha será a proxima a morrer.                                    |                |                                               |                       |
| 14 | 91             | "Sr. Monk Pinta sua Obra-Prima"               | 1 de fevereiro, 2008  |
| Monk tem um novo hobby é ser pintor de quadros, Monk acaba fazendo sucesso com os seus quadros, mas ele descobre que alguém está usando seus quadros para levar dinheiro escondido de um roubo a banco.                                                                                        |                |                                               |                       |
| 15 | 92             | "Sr. Monk, o Fugitivo - Parte 1"              | 15 de fevereiro, 2008 |
| Monk encontra uma pista sobre a morte de Trudy e decide investigar. Monk chega num local onde uma pessoa tem uma pista do assassino de Trudy, ao se encontrar com essa pessoa um disparo é feito e o Monk é acusado de um crime é preso.                                                       |                |                                               |                       |
| 16 | 93             | "Sr. Monk, o Fugitivo - Parte 2"              | 22 de fevereiro, 2008 |
| O Capitão Stottlemeyer ajuda Monk a fugir da policia, e Monk acaba indo para uma cidade aonde ele trabalha como lavador de carros e ao mesmo tempo descobre que Dale "Baleia" Biederbeck tem algo a ver com esse crime.                                                                        |                |                                               |                       |

### 7ª Temporada: 2008 - 2009
- Ted Levine não está presente em um episódio.

| N˚ na temporada | N˚ do episódio | Título                                   | Exibição original     |
| --- | -------------- | ---------------------------------------- | --------------------- |
| 1 | 94             | "Sr. Monk Compra uma Casa"               | 18 de julho, 2008     |
| Monk está abalado com a noticia da morte Dr. Kroger, Natalie tenta ajudar Monk a arrumar um novo psicologo e Monk se consulta com o Dr. Bell, Monk não suporta o barulho de piano que vem da sua vizinha então decide comprar uma nova casa, mas acaba descobrindo através de Jake Honesto que sua casa precisará de uma reforma.                                                             |                |                                          |                       |
| 2 | 95             | "Sr. Monk e o Gênio"                     | 25 de julho, 2008     |
| Monk é surpreendido quando uma mulher lhe pede para investigar sua futura morte que está sendo planejada pelo seu marido que é um gênio e um campeão invicto de xadrez. |                |                                          |                       |
| 3 | 96             | "Sr. Monk e o Caso da Loteria Esportiva" | 1 de agosto, 2008     |
| Natalie fica famosa ao se tornar a nova locutora da loteria enquanto Monk tenta descobrir quem matou a locutora anterior, conforme Natalie se torna mais famosa, Monk acaba se sentindo rejeitado. |                |                                          |                       |
| 4 | 97             | "Sr. Monk no Mundo do Boxe"              | 8 de agosto, 2008     |
| Monk tenta desvendar uma tentativa de assassinato de um boxeador que treinava para a final de um campeonato, as suspeitas caem sobre um matador profissional. |                |                                          |                       |
| 5 | 98             | "Sr. Monk e o Submarino"                 | 15 de agosto, 2008    |
| Um conhecido de Natalie pede ajuda a Monk quando um comandante supostamente se suicida em um submarino, Monk é convecido a investigar apesar de sua fobia de estar na água. Ausente: Ted Levine como Leland Stottlemeyer |                |                                          |                       |
| 6 | 99             | "Sr. Monk se Apaixona"                   | 22 de agosto, 2008    |
| Monk investiga um caso de assassinato e acaba se envolvendo com a principal suspeita, ele afirma ter certeza da inocência dela, mas Natalie desconfia que ele esteja interessado na moça. |                |                                          |                       |
| 7 | 100            | "Sr. Monk e o Caso 100"                  | 5 de setembro, 2008   |
| Em seu centésimo caso, as investigações do detetive Monk viram um especial em um programa de televisão, ao rever seu último caso, no entanto, Monk percebe ter havido um erro. Participações especiais de: Brooke Adams, Eric McCormack, David Koechner, John Torturro e Sarah Silverman. |                |                                          |                       |
| 8 | 101            | "Sr. Monk Fica Hipnotizado"              | 12 de setembro, 2008  |
| Monk tem que resolver um falso assassinato, enqunato ele tenta resolver ele ve Harold Krenshaw completamente curado e Harold indica seu médico que é um hipnotizador para Monk. Monk resolve tentar se livrar de todos os seus medos, porém Monk acaba tendo problemas ao ser hipnotizado. |                |                                          |                       |
| 9 | 102            | "Sr. Monk e o Milagre"                   | 22 de novembro, 2008  |
| É Natal, e três homens sem-teto batem na porta de Monk. Mas eles não estão procurando um folheto... O amigo deles, Willie, morreu, e a polícia registrou isto como um acidente. Os homens sem-teto suspeitam de assassinato, e gostariam de contratar Monk para investigar. Monk resiste, mas Natalie insiste que Monk ajude estas almas menos afortunadas durante a o feriado de fim de ano. |                |                                          |                       |
| 10 | 103            | "Sr. Monk e o Outro Irmão"               | 9 de janeiro, 2009    |
| O meio-irmão delinqüente de Monk, Jack Jr. foge da prisão e vai para o apartamento de Monk e manipula o detetive para lhe ajudar a achar a pessoa que é verdadeira culpada de um assassinato |                |                                          |                       |
| 11 | 104            | "Sr. Monk Sobre Rodas"                   | 16 de janeiro, 2009   |
| Quando, insconcientemente, Natalie ajuda um ladrão a roubar a bicicleta do laboratório biotécnico CEO, ela lança Monk para resolver um crime diretamente fora da "Enciclopédia Brown” até que Monk aprende o modo duro e perigoso que este ladrão realmente é. |                |                                          |                       |
| 12 | 105            | "Sr. Monk e a Senhora Próxima a Porta"   | 23 de janeiro, 2009   |
| Enquanto investiga um assassinato em um museu, Monk ajuda uma mulher mais velha, mas ele tem dificuldade em acreditar na amizade, sem que ela venha a ser mais uma captura. |                |                                          |                       |
| 13 | 106            | "Sr. Monk e o Jogo"                      | 30 de janeiro, 2009   |
| Monk consegue ingressos com um amigo, para a maior partida de futebol americano do ano, mas ele não consegue entrar até que descubra quem tentou explodir um grupo torcedores no estacionamento. |                |                                          |                       |
| 14 | 107            | "Sr. Monk e o Valentão"                  | 6 de fevereiro, 2009  |
| Quando um colega de infância, valentão, que aterrorizou Monk, o contrata para investigar sua esposa de quem ele suspeita infidelidade, Monk aproveita a oportunidade para lhe provar seu potencial e valor. As coisas ficam ainda mais doces quando o valentão é acusado de assassinato. |                |                                          |                       |
| 15 | 108            | "Sr. Monk e o Mágico"                    | 13 de fevereiro, 2009 |
| Monk vai assitir seu vizinho, Kevin Dorfman, a fazer um show de mágica. Em seu camarim Kevin é assasinado, eMonk tem um suspeito, mas ele tem um álibi: estava em Nebraska; e antes do assassinato ocorrer ele ainda telefonou e falou com toda a equipe. |                |                                          |                       |
| 16 | 109            | "Sr. Monk Luta Contra a Prefeitura"      | 20 de fevereiro, 2009 |
| Quando a garagem de estacionamento onde a esposa de Monk foi morta é marcada para demolição, Monk intervém, mas logo se vê investigando o desaparecimento da chave oficial da cidade para preservar a garagem. |                |                                          |                       |

### 8ª Temporada: 2009
| N˚ na temporada | N˚ do episódio | Título                               | Exibição original    |
| --- | -------------- | ------------------------------------ | -------------------- |
| 1 | 110            | "Sr. Monk e o seu Programa Favorito" | 7 de agosto, 2009    |
| Depois da tentativa de assassinato contra a estrela do seriado favorito de Monk, ele se torna seu gaurda-costas.Atores convidados: Elizabeth Perkins, Rena Sofer, Sarah Aldrich, Gary Weeks, e Taylor Longbrake.             |                |                                      |                      |
| 2 | 111            | "Sr. Monk e o Estrangeiro"           | 14 de agosto, 2009   |
| Enquanto investiga o assassinato de uma copeira, cometido por um criminoso muito educado, Monk encontra um viúvo africano que busca o responsável pela morte da esposa.                                                      |                |                                      |                      |
| 3 | 112            | "Sr. Monk e o Disco Voador"          | 21 de agosto, 2009   |
| Monk e Natalie estão perdidos em uma pequena cidade do deserto quando os detetives avistam um OVNI. Logo Monk descobre o que causou a agitação, e é chamado para investigar o que aconteceu com uma mulher morta no deserto. |                |                                      |                      |
| 4 | 113            | "Sr. Monk é Outra Pessoa"            | 28 de agosto, 2009   |
| Para evitar um assassinato, Monk se passa por um matador de aluguel. |                |                                      |                      |
| 5 | 114            | "Sr. Monk Assume a Posição"          | 11 de setembro, 2009 |
| As fobias de Monk se mostram proveitosas quando ele deve testemunhar contra um assassino. |                |                                      |                      |
| 6 | 115            | "Sr. Monk e o Crítico"               | 18 de setembro, 2009 |
| Natalie acredita que um crítico, que detonou a performance de sua filha, é o responsável por um crime que aconteceu no mesmo horário da apresentação.                                                                        |                |                                      |                      |
| 7 | 116            | "Sr. Monk e o Curso de Vudu"         | 25 de setembro, 2009 |
| Monk é chamado para desvendar um caso envolvendo bonecas de vudu que estão sendo enviadas para pessoas que morreram logo após o recebimento do "presente" - e Natalie é a próxima vítima.                                    |                |                                      |                      |
| 8 | 117            | "Sr. Monk vai ao grupo de terapia"   | 9 de outubro, 2009   |
| Depois de ter um corte em seu seguro de saúde, Monk é forçado a se juntar à terapia de grupo de seu psiquiatra. Porém, assassinatos no grupo levam Monk a iniciar uma investigação.                                          |                |                                      |                      |
| 9 | 118            | "Feliz Aniversário, Sr. Monk"        | 16 de outubro, 2009  |
| Natalie tenta organizar uma festa surpresa para seu chefe, que está ocupado tentando solucionar o assassinato de um zelador.                                                                                                 |                |                                      |                      |
| 10 | 119            | "Sr. Monk e Sharona"                 | 23 de outubro, 2009  |
| Sharona Fleming faz uma visita a Monk, enquanto está lidando com problemas legais que envolvem a morte acidental de seu tio, mas Monk logo começa a suspeitar desse acidente.                                                |                |                                      |                      |
| 11 | 120            | "Sr. Monk e o Cachorro"              | 30 de outubro, 2009  |
| Monk adota um cachorro enquanto tenta encontrar o seu dono, que está desaparecido. |                |                                      |                      |
| 12 | 121            | "Sr. Monk Vai Acampar"               | 6 de novembro, 2009  |
| Para ser readmitido, Monk deve acampar com o filho de um membro do comitê... enquanto tenta solucionar um crime. |                |                                      |                      |
| 13 | 122            | "Sr. Monk é o Padrinho"              | 13 de novembro, 2009 |
| Stottlemeyer convida Monk para ser padrinho de seu casamento, mas os planos correm risco quando alguém começa a tentar sabotar a cerimônia. Para ajudar o amigo, Monk deve descobrir quem é o responsável.                   |                |                                      |                      |
| 14 | 123            | "Sr. Monk e o Distintivo"            | 20 de novembro, 2009 |
| Monk vê o seu retorno para a polícia mais díficl do ele pensava quando se depara com um caso desafiador envolvendo um Serial Killer.                                                                                         |                |                                      |                      |
| 15 | 124            | "Sr. Monk e o Fim - Parte I"         | 27 de novembro, 2009 |
| Monk é chamado para um crime no local onde ouviu pela primeira vez a notícia do assassinato de sua esposa e começa a investigação mais importante de sua vida.                                                               |                |                                      |                      |
| 16 | 125            | "Sr. Monk e o Fim - Parte II"        | 4 de dezembro, 2009  |
| Monk desvenda o mistério da morte de sua esposa Trudy. |                |                                      |                      |